# Вулиця Романа Купчинського (Львів)
Вулиця Рома́на Купчи́нського — вулиця у Шевченківському районі міста Львова, у місцевості Клепарів. Пролягає від вулиці Петрицького на захід, завершується глухим кутом.
Прилучається вулиця Холмська.

## Історія
Вулиця виникла на початку XX століття, не пізніше 1931 року отримала назву Янічка, у 1933 році її перейменували на вулицю Друзів. Сучасну назву вулиця має з 1993 року, на честь українського поета, прозаїка, журналіста, композитора, критика та громадського діяча Романа Купчинського.
Забудову вулиці становлять одноповерхові будинки 1930-х років, зведені у стилі конструктивізму, та двоповерхівки барачного типу 1950-х років. Вілла під № 1/3 зведена у стилі сецесії.